# FC 몬트리올
FC 몬트리올 또는 FC 몽레알(영어: FC Montreal, 프랑스어: FC Montréal)는 유나이티드 사커 리그(USL)에 소속된 캐나다의 프로 축구단이였다. 퀘벡주 몬트리올을 연고지로 했으며, 콤플렉스 스포르티프 클로드-로비야를 홈 경기장으로 사용했다. MLS의 몬트리올 임팩트의 2군팀으로 활동했으며, 2016년 12월 9일에 몬트리올 임팩트가 최근 USL에 가입한 오타와 퓨어리 FC와 제휴 계약을 맺으며 해체되었다.

## 역대 홈경기장
| 경기장                            | 사용기간 | 장소            | 팀명        | 비고 |
| --------------------------------- | -------- | --------------- | ----------- | ---- |
| 스타드 사푸토                     | 2015년   | 퀘벡주 몬트리올 | FC 몬트리올 | 빈칸 |
| 콤플렉스 스포르티프 클로드-로비야 | 2016년   | 퀘벡주 몬트리올 | FC 몬트리올 | 빈칸 |